# Safet Isović
Safet Isović (Bileća, 20. oktobar 1936 — Sarajevo, 2. septembar 2007) bio je bosanskohercegovački i jugoslovenski pjevač, jedan od najpoznatijih izvođača sevdalinki.

## Muzička karijera
Od 1956. godine izvodio je sevdalinke na radiju i televiziji. Pobjednik je mnogih festivala. Dobitnik je Zlatnog mikrofona i oko 35 zlatnih i srebrnih ploča. Dobitnik je Estradne nagrade BiH i Estradne nagrade Jugoslavije. Snimio je brojne sevdalinke za arhiv Radio Sarajeva (uključujući i nekoliko sevdalinki uz saz). Bio je član Udruženja estradnih radnika. Živio je i radio u Sarajevu.
Njegovi antologijski snimci su: Đul Zulejha, Boluje Hanka Prijedorka, Braća Morići, Djevojka sokolu zulum učinila, Grana od bora, Jutros rano prođoh kraj Morića hana, Kasno pođoh iz Morića hana, Mujo kuje, Moj dilbere, Dvi planine viš’ Travnika grada, Kolika je šeher Banja Luka, Put putuje Latif-aga, Vozila se po Vrbasu lađa, Slavuj ptica mala, Zmaj od Bosne, Haj, kakve Ajka crne oči ima, Vrbas voda nosila jablana, Akšam mrače, moj po Bogu brate. Takođe su važne i brojne njegove novokomponovane pjesme, koje se dobrim dijelom oslanjaju na tradicionalnu bosansku pjesmu — sevdalinku. Među njima se ističu: Kad sretneš Hanku, Jablani se povijaju, Hajro, Hajrija curo najmilija, Zelen orah od roda se savija, Bosna moja, Malenim sokakom ne prolazim više, Na mezaru majka plače, Oči moje kletvom bih vas kleo, Šta se ovo Bosnom čuje, Oj, Safete, Sajo, Sarajlijo (sa Nadom Mamulom), Pjevaj Bosno, pa me razveseli, Sjetuje me majka, Šeher grade, Banja Luko mila, Zelen lišće goru kiti (sa Milom Petrovićem), Da sam sjajna mjesečina i Ko se jednom napije vode sa Baš-čaršije koju je napisao Ruždija Krupa.
Snimio je dosta pjesama u duetu sa poznatim izvođačima sevdalinki: Zaimom Imamovićem, Milom Petrovićem, Bebom Selimović.

## Festivali
- 1964. Ilidža — Jablani se povijaju, pobjednička pjesma
- 1965. Ilidža — Sevdahom sam goru okitio
- 1966. Ilidža — Po zvjezdanom nebu mjesec kreće / Kono Fato
- 1969. Pesma '69 (u sklopu festivala Beogradsko proleće) - Ja u klin, ti u ploču, drugo mesto
- 1970. Ilidža — Sjaj mjeseče žut, prva nagrada stručnog žirija i pobednička pesma
- 1970. Beogradski sabor — Kad sretneš Hanku, treće mjesto
- 1971. Ilidža — Hajro, Hajrija, curo najmilija, nagrada za interpretaciju i pobjednička pjesma
- 1972. Pesma leta — Ne ljubi Ciganku
- 1974. Ilidža — Kraj bagrema
- 1975. Ilidža — Lovačka pjesma, pobjednička pjesma
- 1976. Beogradski sabor — Dok je tvoga đula
- 1987. Ilidža — Sjetuje me majka (Veče posvećeno kompozitoru Jozi Penavi)
- 1997. Bihać — Šehidski rastanak

## Napomene
1. ↑  Neki izvori navode 6. januar 1936. kao datum njegovog rođenja,[1][2] a 2. jul 2009. kao datum smrti.[2][3]

## Spoljašnje veze
- Safet Isović na sajtu  (jezik: engleski)